# Кеньяк
Кенья́к (фр. Caignac, окс. Canhac) — коммуна во Франции, находится в регионе Юг — Пиренеи. Департамент — Верхняя Гаронна. Входит в состав кантона Найу. Округ коммуны — Тулуза.
Код INSEE коммуны — 31099.

## География
Коммуна расположена приблизительно в 620 км к югу от Парижа, в 39 км к юго-востоку от Тулузы.
По территории коммуны протекает река Гардижоль (фр. Gardijol).

## Климат
Климат умеренно-океанический. Зима мягкая и снежная, весна характеризуется сильными дождями и грозами, лето сухое и жаркое, осень солнечная. Преобладают сильные юго-восточные и северо-западные ветры.

## Население
Население коммуны на 2010 год составляло 293 человека.
| 1962 | 1968 | 1975 | 1982 | 1990 | 1999 | 2010 |
| ---- | ---- | ---- | ---- | ---- | ---- | ---- |
| 197  | 170  | 152  | 130  | 161  | 188  | 293  |

## Администрация
| Период | Период | Фамилия       | Партия                  | Примечания |
| ------ | ------ | ------------- | ----------------------- | ---------- |
| 1981   | 2014   | Кристиан Меру | Социалистическая партия |            |
| 2014   | 2020   | Ален Ду       | беспартийный            |            |

## Экономика
В 2010 году среди 204 человек трудоспособного возраста (15—64 лет) 142 были экономически активными, 62 — неактивными (показатель активности — 69,6 %, в 1999 году было 71,4 %). Из 142 активных жителей работали 139 человек (71 мужчина и 68 женщин), безработных было 3 (0 мужчин и 3 женщины). Среди 62 неактивных 30 человек были учениками или студентами, 23 — пенсионерами, 9 были неактивными по другим причинам.

## Достопримечательности
- Церковь Св. Стефана
- Голубятня (XVI век). Исторический памятник с 1932 года[4]